# 파트리치오 올리바
파트리치오 올리바(이탈리아어: Patrizio Oliva, 1959년 1월 20일~)는 이탈리아의 전직 권투 선수이다. 1980년 하계 올림픽에서 남자 라이트웰터급 금메달을 획득했다. 올림픽 이후 프로 선수로 전향했으며 1986년 WBC 라이트웰터급 챔피언에 올랐다.